# Pablo Rigalt

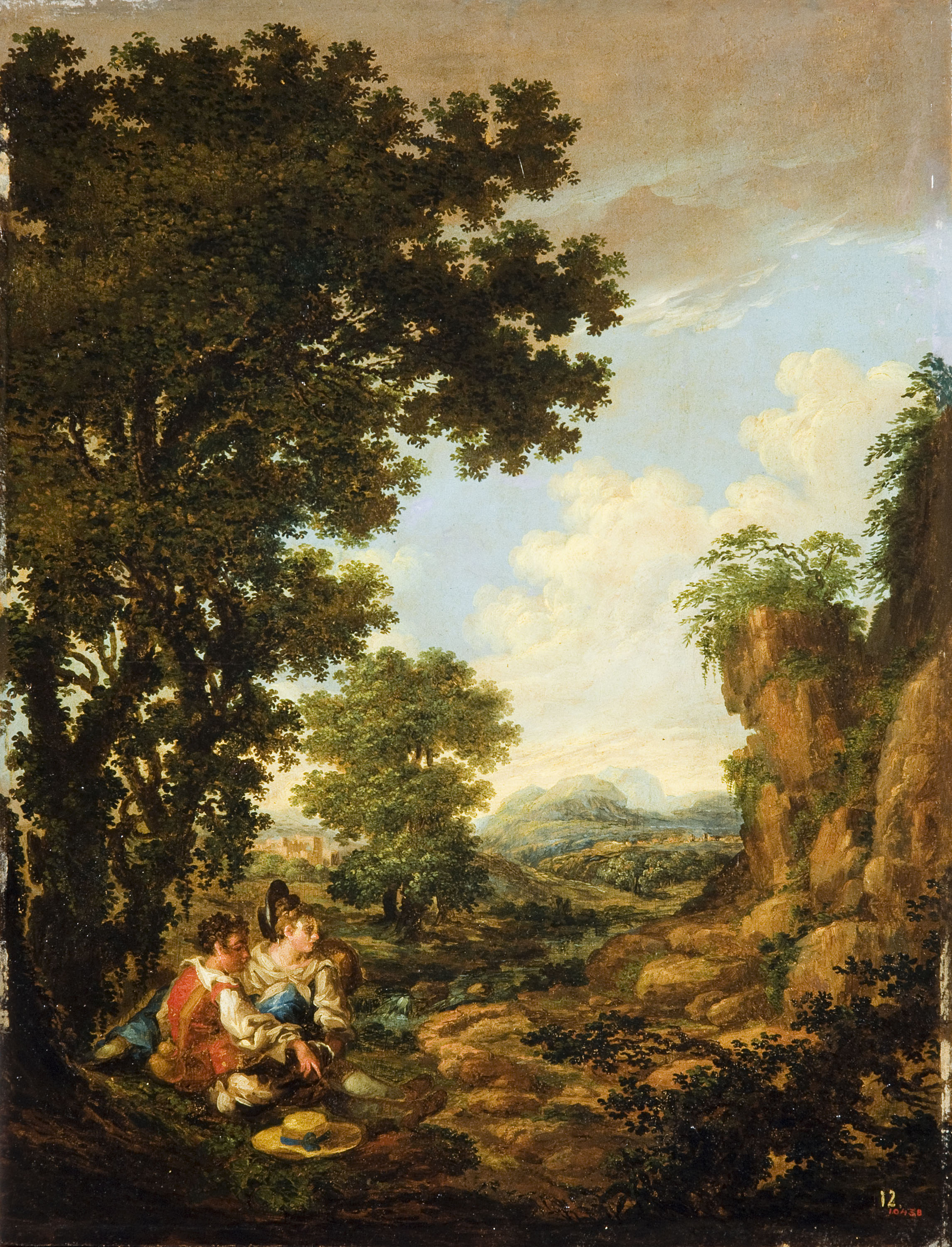
Pastoral, óleo sobre tabla, 57 x 44 cm, Barcelona, Museu Nacional d'Art de Catalunya.

Pablo Rigalt y Fargas (en catalán: Pau Rigalt i Fargas), pintor, decorador y escenógrafo español neoclásico nacido en 1778 y fallecido en 1845. Padre del también pintor Luis Rigalt.

## Biografía
Fue uno de los impulsores del neoclasicismo en Cataluña. Había sido discípulo de Joseph Flaugier, pintor francés afincado en España. A partir de 1840 se dedicó a dar clases en la Escuela de la Lonja de Barcelona, en concreto, de perspectiva y de paisaje. En su pintura se pueden encontrar ejemplos de neoclasicismo puro, así como de rococó prerromántico. Aunque sus paisajes al igual que le ocurría a los de su hijo Luis son un poco convencionales, fueron precursores de los grandes paisajistas catalanes que continuaron el camino abierto por ellos, en especial Martí Alsina.

## Enlaces
- . Artnet
- Arte Historia
- . Artnet

- Datos: Q6056383
- Multimedia: Pau Rigalt Fargas / Q6056383